# Volo Avianca 671
Il volo Avianca 671, targato HK-177, era un Lockheed Constellation che si schiantò e bruciò durante l'atterraggio a Montego Bay, in Giamaica, il 21 gennaio 1960. Fu e rimane il peggior incidente nella storia dell'aviazione giamaicana.
Il volo aveva avuto origine all'Aeroporto Internazionale di Miami, in Florida. L'aereo operante il volo era un Lockheed L-1049E Super Constellation utilizzato da Avianca per le rotte Bogotà-Montego Bay. Trentasette tra 46 passeggeri e i 7 membri d'equipaggio rimasero uccisi.

## L'incidente
Durante l'atterraggio, l'aereo effettuò un atterraggio brusco, rimbalzò ed atterrò nuovamente sulla pista, quindi scivolò lungo la pista in fiamme. Si fermò capovolto, a 580 metri (1.900 piedi) dalla soglia della pista e 60 metri (200 piedi) a sinistra della stessa.